# Panotima
Panotima is een geslacht van vlinders van de familie grasmotten (Crambidae). De wetenschappelijke naam en de beschrijving van dit geslacht zijn voor het eerst gepubliceerd in 1863 door Edward Meyrick. Meyrick beschreef ook de eerste soort uit het geslacht, Panotima copidosema uit Congo-Kinshasa, die als typesoort is aangeduid.

## Soorten
- P. angularis (Hampson, 1897)
- P. copidosema Meyrick, 1934
- P. luculenta Ghesquière, 1942
- P. shafferi Viette, 1989